# Bothrogonia flavovittata
Bothrogonia flavovittata är en insektsart som beskrevs av Kuoh [in Chen 1992. Bothrogonia flavovittata ingår i släktet Bothrogonia och familjen dvärgstritar. Inga underarter finns listade i Catalogue of Life.